# Peterskors
Peterskors er et symbol som har været brugt ved visse lejligheder inden for kristendommen. Peterskorset er et omvendt latinsk kors, et kors med tværbjælken nede og ikke oppe. 
Det fortælles i en tradition at apostlen Peter blev henrettet i Rom, og at han da bad om at han måtte blive korsfæstet med hovedet nedad for dermed at vise respekt for Jesus. Derfor skulle han være blevet korsfæstet på et sådant omvendt kristent eller latinsk kors.
"Peterskorset", har ofte været brugt som apostlen Peters symbol. Også to nøgler har været brugt som hans symbol. Nogle gange har en kombination af disse to symboler været brugt.
Peterskorset bruges inden for katolicisme som et tegn på kristen ydmyghed.
I nyere tid er denne type kors blevet brugt af satanister, som ser et omvendt latinsk kors som en afvisning af kristendommen. Brugen er specielt sædvanlig i ikke-katolske lande, hvor man ikke er så vant til at se Peterskorset. 